# 菊池いづみ
菊池 いづみ（きくち いづみ、1969年1月1日 - ）は、日本の女性声優。神奈川県出身。81プロデュース所属。

## 人物
テレビアニメ、外画吹き替え、ナレーションを中心に活躍している。
趣味・好きな事は映画鑑賞、マッサージ、飲むこと。

## 出演
太字はメインキャラクター。

### テレビアニメ
1994年
- 超くせになりそう（チアガール）
- ママレード・ボーイ（マユ）

1995年
- 魔法陣グルグル（シェルキー）
- モジャ公（空夫のママ〈代役〉、モジャママ、マリコ）

1996年
- 爆走兄弟レッツ&ゴー!!（子供A）

1997年
- BURN-UP EXCESS（女性アナ）

1998年
- あずきちゃん（ミナ）
- 虹の戦記イリス（女性客）

2000年
- とっとこハム太郎（佐知子、メリー、カーママ、母鹿）

2001年
- おまかせ!プルーデンスおばさん（ミルドレッド、ジュリアス）

2002年
- わがまま☆フェアリー ミルモでポン!（2002年 - 2005年、サリア、ビケー、ギャア、カラス）- 4シリーズ

2003年
- 冒険遊記プラスターワールド（王妃）

2004年
- まっすぐにいこう。（第2期）（マダム）
- モンキーターン（波多野法子、アナウンサー）- 2シリーズ

2006年
- あさっての方向。（磯貝由香）
- 銀魂（2006年 - 2008年、ハルエ、お母さん）
- パンプキン・シザーズ（女主人）
- MÄR-メルヘヴン-（リリスの母）

2007年
- デルトラクエスト（メリン）
- やさいのようせい N.Y.SALAD（サニーおばさん）

2008年
- ゴルゴ13（八百屋の女主人）
- 絶対可憐チルドレン（幸代）
- はっけん たいけん だいすき!しまじろう

### 劇場アニメ
- 劇場版メタルファイト ベイブレードVS太陽 灼熱の侵略者ソルブレイズ（2010年、ニュースの声）

### OVA
- 特捜戦車隊ドミニオン（1993年）
- モルダイバー（1993年、サユリ）
- 精霊使い（1995年、友達）
- 真・女神転生 東京黙示録（1995年、沢田愛）
- 同級生2 Special 卒業生（1999年、安田愛美）
- 伊藤潤二 恐怖マンガCollection 富江（2000年、母親）
- 黒の断章 Mystery of Necronomicom（2000年、瀬尾直美）
- マリンとヤマト 不思議な日曜日（2001年、おばさん）
- ブタヅカ（2005年）

### ゲーム
- クイーン・オブ・デュエリスト（1993年、霧隠忍）
- バステッド（1994年、ライザ）※初主演
- 同級生2（1997年、南川洋子）
- ドラゴンフォースII -神去りし大地に-（1998年、チンラン）
- ビーバス&バットヘッド ヴァーチャル・アホ症候群（1998年）
- プリンセスクエスト（1998年、シスター）
- ROOMMANIA#203（2000年）
- シスター・プリンセス（2001年）
- わがまま☆フェアリー ミルモでポン! 対戦まほうだま（2003年）
- ヴァンパイアパニック（2004年、市民）
- わがまま☆フェアリー ミルモでポン! どきどきメモリアルパニック（2005年）

### 吹き替え

#### 映画
- ジャイアント・ベビー ※ソフト版
- ジョニー・イングリッシュ ※劇場公開版
- スタートレック ジェネレーションズ ※VHS・旧DVD版
- バレンタイン（リリー・ヴォイト〈ジェシカ・コーフィール〉）
- ボーイズ・オン・ザ・サイド
- マネー・トレイン ※フジテレビ版

#### ドラマ
- コールドケース6
- パワーレンジャーシリーズ
  - パワーレンジャー（ジュースバーの客、仮装パーティーの客）
  - パワーレンジャー・ターボ（ニコ）

#### アニメ
- エボリューション The Animated Series（ガシー）
- おてんばソフィー（カミール、マーサ）
- クラス・オブ・ミュージック!（タミカ）
- ダグ（ニューベリー先生、ホボフォグ）
- ボブとはたらくブーブーズ（バーバラ・ベントリー）
- ミュータント・タートルズ（1987年テレビ東京版）（受付）

### 特撮
- 仮面ライダー龍騎（メガゼールの声）